# Potlatch (rivière)
Pour les articles homonymes, voir Potlatch.
La Potlatch (Potlatch River) est un cours d'eau de 90 kilomètres de long de l'État de l'Idaho, aux États-Unis. Il se jette dans la Clearwater, un affluent de la Snake et est donc un sous-affluent du fleuve Columbia.